# Bystrá u Humpolce
Bystrá (deutsch Bistra, auch Bistry) ist eine Gemeinde in Tschechien. Sie liegt vier Kilometer südlich von Humpolec und gehört zum Okres Pelhřimov.

## Geographie
Bystrá befindet sich in der Křemešnická vrchovina, einem Teil der Böhmisch-Mährischen Höhe. Das Dorf liegt am Bach Bystrá, der südlich des Dorfes in den Hejnický potok mündet. Nördlich erhebt sich die Krásná vyhlídka (662 m), nordöstlich der Holý vrch (662 m) und im Süden der Vlčí hory (608 m). Durch das nördlich gelegene Waldgebiet Panský les führt die Autobahn D 1. Am südlichen Ortsausgang liegt der Teich Bysterský rybník.
Nachbarorte sind Humpolec und Vilémov im Norden, Plačkov, Dubí und Kamenice im Nordosten, Mikulášov und Krasoňov im Osten, Ústí im Südosten, Staré Bříště im Süden, Březina und Mladé Bříště im Südwesten, Komorovice im Westen sowie Lipovky und Vystrkov im Nordwesten.

## Geschichte

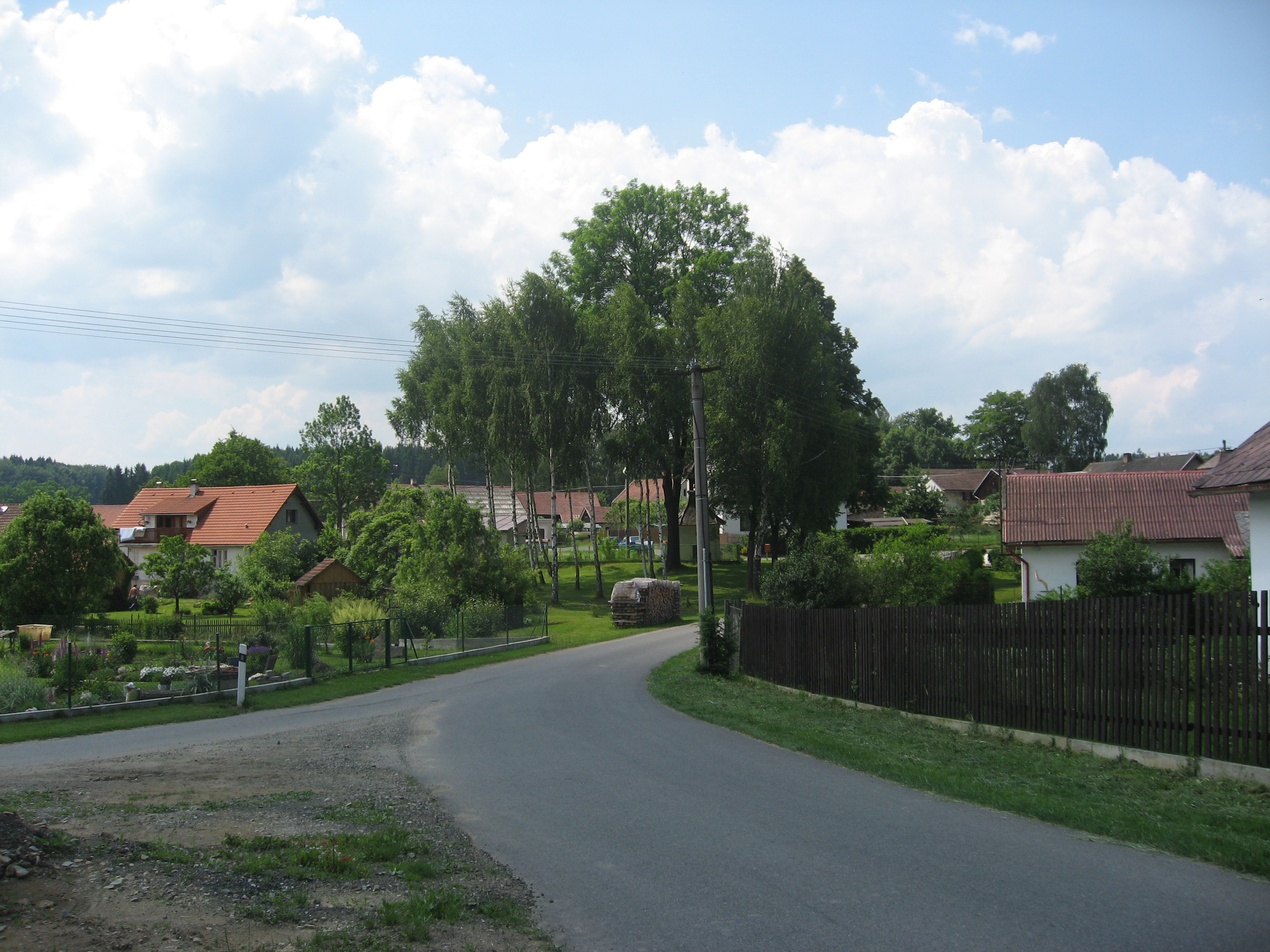
Ortsansicht

Die erste urkundliche Erwähnung des Dorfes unter dem Namen Bistrum stammt aus dem Jahre 1226.
Nach der Aufhebung der Patrimonialherrschaften bildete Bystré ab 1850 einen Ortsteil der Gemeinde Krásoňov in der Bezirkshauptmannschaft Německý Brod. 1910 bildete Bystré eine Gemeinde im Bezirk Humpolec. Seit 1923 lautet der Ortsname Bystrá. 1961 wurde die Gemeinde dem Okres Pelhřimov zugeordnet. 1980 erfolgte die Eingemeindung nach Komorovice. Seit 1990 ist Bystrá wieder selbständig.

## Gemeindegliederung
Für die Gemeinde Bystrá sind keine Ortsteile ausgewiesen. Zu Bystrá gehört die Ansiedlung Březina (Brezina).

## Sehenswürdigkeiten
- Kapelle am Dorfplatz